# Klingavälsån
Klingavälsån (Klingavallsån, Klingvallsån, Klingaå) är ett vattendrag i södra delen av Skåne, biflöde till Kävlingeån.
Det finns två naturreservat i Lunds och Sjöbo kommuner: Klingavälsån-Karup, Klingavälsåns dalgång och Vombs ängar.
Längden var tidigare 37 kilometer men efter rätning av fåran under 1830-talet är den nu något kortare. Fåran gjordes åter meandrande 2014. Avrinningsområdet är 240 km². Utflödet varierar mellan 0,5 m³/s under sommaren och 10 m³/s under vintern. Medelvattenflödet under året är 2,2 m³/s.
Klingavälsån utgör avlopp för Sövdesjön, söder om Sjöbo, men avvattnar genom denna även Snogeholmssjön och Ellestadssjön. Dessutom får ån vatten från en mängd mindre biflöden som strömmar ner från Romeleåsen i söder. 
Från Sövdesjön rinner ån huvudsakligen i nordvästlig riktning tills den viker av norrut över Vombs ängar och flyter ut i Kävlingeån. 
Väster om Ilstorp har ån ett mycket meandrande lopp med rikt fågelliv.
Hela åns lopp inklusive Sövdesjön är skyddat genom Ramsarkonventionen.